# باتريك بروس
باتريك بروس هو لاعب هوكي الحقل كندي، ولد في 5 نوفمبر 1959 في باري في كندا.

## وصلات خارجية
- باتريك بروس على موقع الاتحاد الدولي للهوكي (الإنجليزية)
- باتريك بروس على موقع اللجنة الأولمبية الدولية (الإنجليزية)
- باتريك بروس على موقع أوليمبيديا (الإنجليزية)
- باتريك بروس على موقع اللجنة الأولمبية الكندية (الإنجليزية)